# Helge Brendryen
Helge Brendryen (* 17. Februar 1972 in Moelv, Ringsaker) ist ein ehemaliger norwegischer Skispringer.

## Werdegang
Brendryen sprang ab 1991 im Skisprung-Continental-Cup. Nach guten Ergebnissen in seiner ersten Saison 1991/92 gab er am 5. Dezember 1992 sein Debüt im Skisprung-Weltcup. Beim Springen in Falun sprang er dabei auf den 23. Platz. Am 30. Januar 1993 erreichte er beim Skifliegen am Kulm mit dem 10. Platz erstmals einen Platz unter den besten zehn. Bei der Nordischen Skiweltmeisterschaft 1993 gewann er im Teamspringen gemeinsam mit Bjørn Myrbakken, Øyvind Berg und Espen Bredesen die Goldmedaille. Kurz darauf beendete er seine erste Weltcup-Saison 1992/93 auf den 35. Platz in der Weltcup-Gesamtwertung. In den folgenden Jahren konnte er sich im Weltcup nicht in der Weltspitze etablieren und beendete nach der Weltcup-Saison 1994/95 seine dortige Karriere und sprang daraufhin ausschließlich im Continental Cup. Im gleichen Jahr gewann er die Silbermedaille bei den Norwegischen Meisterschaften von der Großschanze in Oslo und wurde bei der Nordischen Skiweltmeisterschaft 1995 im kanadischen Thunder Bay 41. von der Normalschanze. Bis 1999 startete er erfolglos im Continental Cup. Seine beste Platzierung in der Gesamtwertung des Continentalcups war ein zwölfter Platz in der Saison 1992/93.
1999 beendete er seine aktive Skisprungkarriere.